# Chitur
Chitur (em telugo:  చిత్తూరు; em inglês:  Chittoor) é uma cidade e sede do distrito de Chitur, no estado indiano de Andra Pradexe.

## População
Chittur tinha 153.756 de habitantes em 2011.